# Ivan Evanđelist Šarić
Ivan Evanđelist Šarić (Dolac, Travnik, 27. rujna 1871. – Madrid, 16. srpnja 1960.) bio je hrvatski prelat Katoličke Crkve koji je služio kao nadbiskup vrhbosanski od 1922. do 1960. godine. Iako je poznat po svojemu prijevodu Biblije na hrvatski jezik, postao je kontroverzna figura zbog svoje otvorene podrške ustaškom režimu, retorike koja je uključivala podršku prisilnim vjerskim prijelazima i antisemitske stavove tijekom Drugog svjetskog rata.

## Životopis
Rođen je u Dolcu kod Travnika 27. rujna 1871. godine. Njegov otac Ante je rođen u Livnu, odakle se preselio u Travnik. Završio je isusovačku gimnaziju u Travniku. Dana 20. srpnja 1894. zaređen je za đakona, a za svećenika Vrhbosanske nadbiskupije 22. srpnja 1894. Mladu misu slavio je u sjemenišnoj crkvi u Travniku. Godine 1894. imenovan je katehetom u Zavodu sv. Vinka u Sarajevu. Godine 1896. postaje kanonikom Kaptola vrhbosanskog, a na Katoličkom bogoslovnom fakultetu u Zagrebu promoviran je za doktora teologije. Nakon toga je imenovan urednikom listova „Vrhbosne” i „Balkan”, sutješkim arhiđakonom, predsjednikom nadbiskupskog duhovnog stola i ženidbenog suda te školskim nadzornikom i ravnateljem kod sestara milosrdnica u Nadbiskupiji.
Za pomoćnog biskupa koadjutora Vrhbosanske nadbiskupije i naslovnim biskupom cezaropolskim imenovan je 27. travnja 1908. godine. Za biskupa je zaređen 28. svibnja 1908. godine. Glavni zareditelj bio je Josip Stadler, a suzareditelji Paškal Buconjić i Marijan Marković. Kao biskup, bio je glavni zareditelj na biskupskim posvećenjima Smiljana Franje Čekade i Petra Čule te suzareditelj na biskupskim posvećenjima Alojzija Stepinca, Josipa Lacha i Josefa Köstnera. Pokrenuo je i uređivao tjednik „Nedjelja”, kasnije preimenovan u „Katolički tjednik”. 
Nakon atentata na nadvojvodu Franju Ferdinanda 28. lipnja 1914., Šarić je doprinio poticanju antisrpskih nereda u Sarajevu sastavljajući stihove u kojima je Srbe opisivao kao „guje” i „vukove grabljivce”.
Nakon smrti prvoga vrhbosanskog nadbiskupa Josipa Stadlera, 1918. godine, četiri godine upravlja nadbiskupijom kao kapitularni vikar. Njegovom se imenovanju protivila beogradska vlast koji su ga nazivali „austrijancem”, „frankovcem” i „Stadlerovim čovjekom”. Godine 1919. podijelio je nadbiskupiju, radi bolje i lakše suradnje svećenika, na 4 arhiđakonata: fojnički, gučogorski, plehanski i toliški te na 12 dekanata (po tri u svakom arhiđakonatu). Također, uveo je okupljanja svećenika dekanata dvaput godišnje na tzv. korone. Unatoč protivljanjima, 2. svibnja 1922. postaje vrhbosanski nadbiskup.
Godine 1922. godine pokrenuo je i neko vrijeme uređivao tjednik „Nedjelja”, koji je kasnije promijenio ime u „Križ”, i konačno u „Katolički tjednik”. Istovremeno izdaje „Vrhbosanske suvremene knjižice”.
U pismu od 13. lipnja 1940., Biskupska konferencija daje Šariću mandat za prevođenje Svetoga pisma na hrvatski jezik, što je uspješno i izveo u ratnim godinama.

## Djelovanje tijekom Drugog svjetskog rata
Tijekom Drugog svjetskog rata, kada je Bosna i Hercegovina postala dio Nezavisne Države Hrvatske (NDH), Šarić je otvoreno iskazivao oduševljenje ustaškim vodstvom. Mjesec dana nakon uspostave NDH, objavio je tekst u kojem je hvalio ustaše kao „dobre, požrtvovne vjernike, bogoljubne i rodoljubne ljude” te opisivao kako se molio da Svemogući „vodi i štiti Antu Pavelića za oslobođenje Hrvatske”.
U travnju 1941. objavio je u svom dijecezanskom listu Vrhbosna odu Anti Paveliću pod naslovom Kada Sunca Sija, koja je sadržavala i sljedeće stihove: „Jer i Bog je tebi dao, o čovječe jaki... Da ti vršiš djela svoja za Hrvatsku... A protiv Židova, koji sve blago imađaše... Koji htjedoše prodat naše duše... bijedni izdajice... Dr. Ante Paveliću! To ime je drago! U njemu Hrvatska vjekovično blago.”
Njegov Katolički tjednik objavljivao je tekstove koji su podržavali nacističku ideologiju. Tako je u jednom članku pisalo: „Do sada je Bog govorio preko papinskih enciklika... A oni su bili gluhi. Sada je Bog odlučio koristiti druge metode. Pripremit će misije! Svjetske misije! Neće ih održavati svećenici, nego vojni zapovjednici predvođeni Hitlerom. Propovijedi će se slušati uz pomoć topova, mitraljeza, tenkova i bombardera.”
Šarić je javno podržavao prisilne prijelaze pravoslavnih Srba na katoličanstvo. Povjesničar Robert Lee Wolff zabilježio je da su ustaše nudile Srbima „izbor između prijelaza s pravoslavlja na katoličanstvo ili trenutne smrti” te dodao: „Mora se zabilježiti kao povijesna činjenica da su određeni članovi hrvatske hijerarhije, osobito nadbiskup Šarić iz Sarajeva, podržali ovo krvoproliće.” Jedan od Šarićevih podređenih bio je svećenik Franjo Kralik, koji je u Katoličkom tjedniku objavljivao antisemitske i antisrpske tekstove. Članak Ljubav ima svoje granice, koji se ponekad pogrešno pripisuje samom Šariću, napisao je Kralik kao dio kampanje opravdavanja progona Židova: „Potomci onih koji su mrzili Isusa... krivi su za veće ekscese od svojih predaka... Pokret za oslobađanje svijeta od Židova je pokret za preporod ljudskog dostojanstva. Sveznajući i Svemogući Bog stoji iza ovog pokreta.”
Vlasti NDH odlikovale su ga Redom za zasluge.

## Poslijeratni život i smrt
U travnju 1945. napušta Sarajevo i odlazi u Zagreb. Nakon sloma NDH u svibnju 1945. nije se suočio s optužbama za ratne zločine već iz Zagreba bježi u Celovec (Klagenfurt) u Austriju gdje boravi u izbjeglištvu kao kao gost koruškog biskupa Köstnera, zajedno s ljubljanskim biskupom Gregorijem Rožmanom. Nakon toga seli se u Salzburg, zatim u Švicarsku u cistercitsku opatiju Haute Rive kod Fribourga. Dana 27. prosinca 1948. stiže u Madrid, gdje je uz pomoć Katoličke crkve dovršio prijevod Novoga zavjeta na hrvatski jezik. Ondje u samostanu sestara Božjega milosrđa živi do smrti, 16. srpnja 1960. godine.
Pokopan je u Madridu na središnjem groblju Nuestra Signora di Amudena. Njegovi zemni ostaci preneseni su 26. travnja 1997. godine te položeni u grobnicu u kripti crkve sv. Josipa na Marindvoru.

## Pisana djela
Izuzev značajnog djela prevođenja Biblije na hrvatski jezik, Ivan Evanđelist Šarić je i inače bio plodan pisac. Šarić se bavio pjesništvom te je pisao pjesme i posvećivao ih raznim političkim osobama toga vremena; između ostalih za Stjepana Radića, Vladka Mačeka, Antu Pavelića i Aleksandra Karađorđevića.

### Djela
- prijevod Biblije (1940. – 1941.)
- „Pio X.” (1951.)
- „Sveti Franjo Asiški” (1953.)
- „Lurd” (1954.)
- „Fatima” (1956.)

## Počasti
- Znanstveni skup o dr. Ivanu Šariću, Sarajevo, 19. siječnja 2002.[6]
- Simpozij o dr. Ivanu Šariću, Sarajevo, 15./16. srpnja 2010.[6]
- Zbornik radova znanstvenoga skupa o dr. Ivanu Šariću, Sarajevo, 2007.[6]
- Ulica Ivana Šarića u Ivanjoj Reki.[21]
- Caritasov Dom za starije i nemoćne „Dr. Ivan Evanđelist Šarić”, Lug (Kiseljak, BiH).[22]

### Knjige
- Matković, Hrvoje. 2002. Povijest Nezavisne Države Hrvatske. Biblioteka hrvatske povijesti. 2. (dopunjeno) izdanje. Naklada P.I.P. Pavičić. Zagreb. ISBN 978-953-6308-39-2
- Valjan, Velimir. 2010. Znamenite osobe gučogorskog samostana.   Valjan, Velimir (ur.). Franjevački samostan u Gučoj Gori - Zbornik radova sa znanstvenog skupa u povodu 150. obljetnice samostana u Gučoj Gori. Franjevački samostan Guča Gora, Kulturno povijesni institut provincije Bosne Srebrene - Sarajevo. Sarajevo. ISBN 978-9958-9026-2-8
- Jurišić, Karlo. 2019a. Katolička crkva na biokovsko-neretvanskom području u doba nadbiskupa Šarića (1922.–1945.). Crkva u svijetu. 54
- Kalem, Hrvoje. 2020a. Komparativna analiza dvaju cjelovitih prijevoda Biblije na hrvatski jezik: Šarićeva i Škiljanova Biblija. Radovi Zavoda za znanstveni rad HAZU Varaždin. 31
- Katz, Vera; Orlovac, Ante. 2007a. Vrhbosanski nadbiskup dr. Ivan Šarić i židovska zajednica u Bosni i Hercegovini. Radovi Zavoda za povijesne znanosti HAZU u Zadru
- Višaticki, Karlo. 2003a. O životu i radu Ivana Ev. Šarića. Vrhbosnensia. 7
- Višaticki, Karlo. 2007a. Nadbiskup Šarić i Sveto pismo. Vrhbosnensia. 11
- West, Richard. 2012. Tito and the Rise and Fall of Yugoslavia. Faber & Faber. str. 1916. ISBN 978-0-571-28110-7CS1 održavanje: ref=harv (link)
- Wolff, Robert Lee. 1956. The Balkans in Our Time. Harvard University Press. Cambridge, Mass.. str. 205CS1 održavanje: ref=harv (link)

### Članci
- Jeleč, Petar. 2012a. Odnos nadbiskupa Ivana Ev. Šarića prema ustaškoj vlasti. Prilozi. Univerzitet u Sarajevu - Institut za historiju. Sarajevo.  (41): 107–128
- Jeleč, Božo. 2012b. Nadbiskup Šarić i Jevreji. Stolačko kulturno proljeće. Matica hrvatska Stolac
- Jurišić, Pavo. 2019b. Nadbiskup Stadler i Stolni kaptol vrhbosanski. Vrhbosnensia. Univerzitet u Sarajevu – Katolički bogoslovni fakultet. Sarajevo. 23 (1): 27–62
- Kalem, Hrvoje. 2020b. Marija, Majka Gospodinova, u prijevodu i komentarima Novog zavjeta, izabranima propovijedima i okružnicama nadbiskupa Šarića. Vrhbosnensia. Univerzitet u Sarajevu - Katolički bogoslovni fakultet. Sarajevo. 24 (2): 238–260
- Katz, Vera; Orlovac, Ante. 2007b. Ivan Šarić, vrhbosanski nadbiskup. Vrhbosnensia. Univerzitet u Sarajevu - Katolički bogoslovni fakultet. Sarajevo. 11 (2): 382–390
- Višaticki, Karlo. 2003b. Neki Pavlovi soteriološki pojmovi u Šarićevom prijevodu Novog zavjeta. Obnovljeni Život. Filozofsko teološki institut Družbe Isusove. Zagreb. 58 (2): 167–186
- Višaticki, Karlo. 2007b. Šarićev prijevod Svetog pisma i njegova izdanja (I. dio). Obnovljeni Život. Filozofsko teološki institut Družbe Isusove. Zagreb. 62 (3): 333–343

### Mrežna sjedišta
- Katolički tjednik. 31. kolovoza 1941. Naslov nepoznat. Katolički tjednikCS1 održavanje: datum i godina (link) CS1 održavanje: ref=harv (link)
- Archbishop Ivan Šarić †. www.catholic-hierarchy.org (engleski). Pristupljeno 11. studenoga 2024.
- Šarić, Ivan Evanđelist. Hrvatska enciklopedija, mrežno izdanje. Pristupljeno 7. studenoga 2024.
- Obilježen Dan žena u Caritasovu Domu za starije i nemoćne. Caritas vrhbosanske nadbiskupije. Pristupljeno 10. studenoga 2024.
- Tikvica, Mihaela. Tko su ljudi koje Grad Zagreb planira maknuti iz imena ulica na inicijativu Documente?. narod.hr. Pristupljeno 10. studenoga 2024.
- Pavelic Papers. 1941. Jasenovac – Pavelić papers. jasenovac-info.com. Inačica izvorne stranice arhivirana 6. listopada 2007. Pristupljeno 30. studenoga 2014.CS1 održavanje: ref=harv (link)
- Pavelic Papers 2. 1941. Pavelic Papers (2) (PDF). krajinaforce.com. Inačica izvorne stranice (PDF) arhivirana 4. ožujka 2016. Pristupljeno 30. studenoga 2014.CS1 održavanje: ref=harv (link)
- Jasenovac-info. 1946. Jasenovac – Donja Gradina: Industry of Death 1941–45. jasenovac-info.com. Inačica izvorne stranice arhivirana 6. listopada 2007. Pristupljeno 30. studenoga 2014.CS1 održavanje: ref=harv (link)

## Vanjske poveznice
Ostali projekti
|  | Wikizvor ima izvorni tekst Ivan Evanđelist Šarić            |
|  | Wikicitati imaju zbirke citata o temi Ivan Evanđelist Šarić |

| Titule u Katoličkoj Crkvi | Titule u Katoličkoj Crkvi                | Titule u Katoličkoj Crkvi  |
| ------------------------- | ---------------------------------------- | -------------------------- |
| prethodnik Stefano Porro  | Naslovni biskup cezaropolski 1908.–1922. | nasljednik Hermann Sträter |
| prethodnik Josip Stadler  | Nadbiskup vrhbosanski 1922.–1960.        | nasljednik Marko Alaupović |